# Fehrbellin

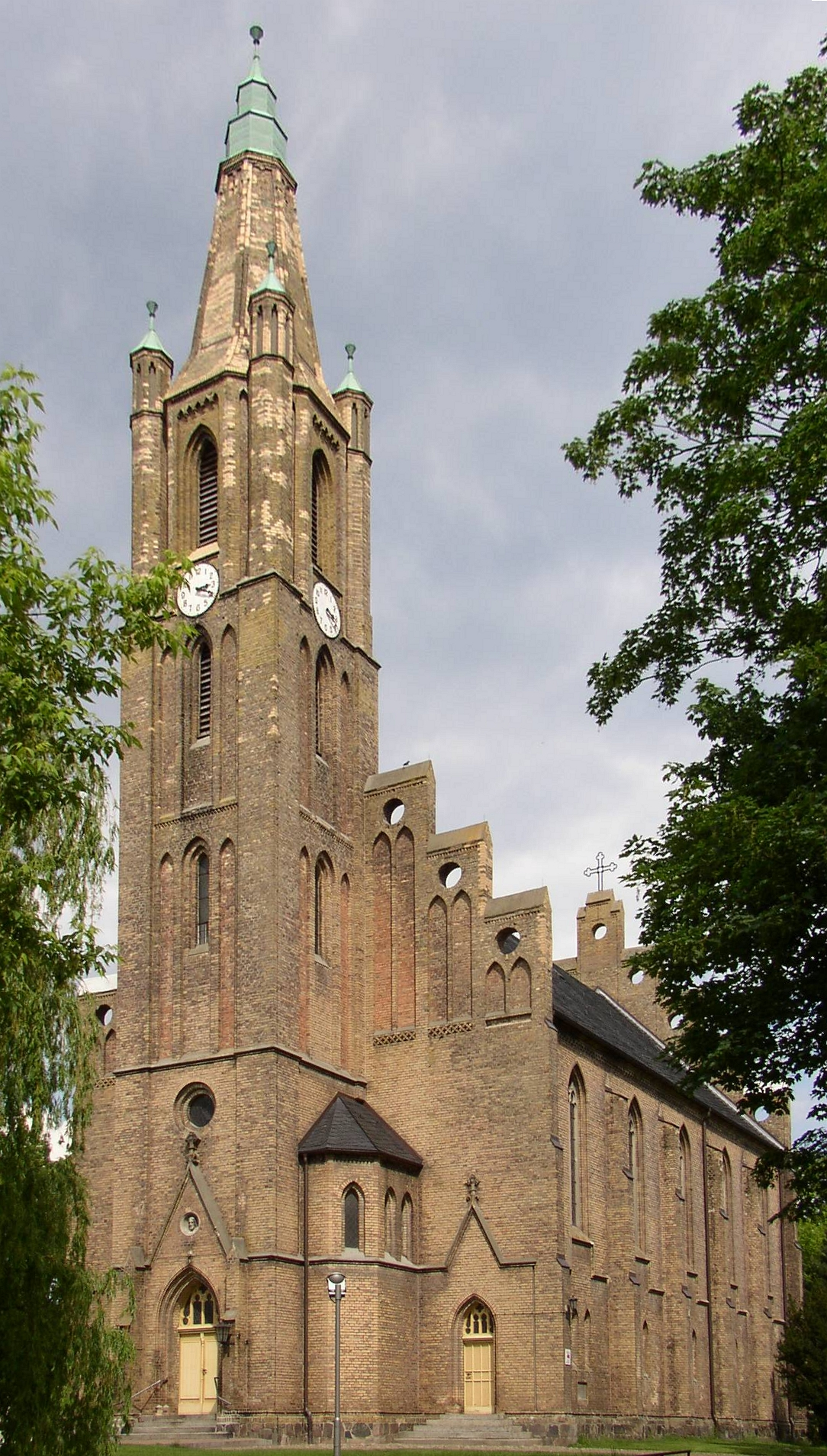
Kościół

Fehrbellin – miejscowość i gmina w Niemczech w kraju związkowym Brandenburgia, w powiecie Ostprignitz-Ruppin.

## Geografia
Gmina Fehrbellin położona jest ok. 60 km na północny zachód od Berlina, w pobliżu autostrady A24.

## Historia
Od roku 1294 do 26 października 2003 r. Fehrbellin był miastem.
28 czerwca 1675 miała miejsce bitwa pod Fehrbellin, wojska brandenburskie pokonały Szwedów podczas wojny Francji z koalicją hiszpańsko-austriacko-lotaryńską. Bitwa jest upamiętniona przez pomnik i wieżę. Klęska Szwedów przekreśliła plany Jana III Sobieskiego aby w sojuszu ze Szwecją odebrać Brandenburczykom Prusy.

## Dzielnice
W skład gminy wchodzą następujące dzielnice: Betzin, Brunne, Dechtow, Deutschhof, Hakenberg, Karwesee, Königshorst, Langen, Lentzke, Linum, Manker, Protzen, Tarmow, Walchow, Wall, Wustrau-Altfriesack.

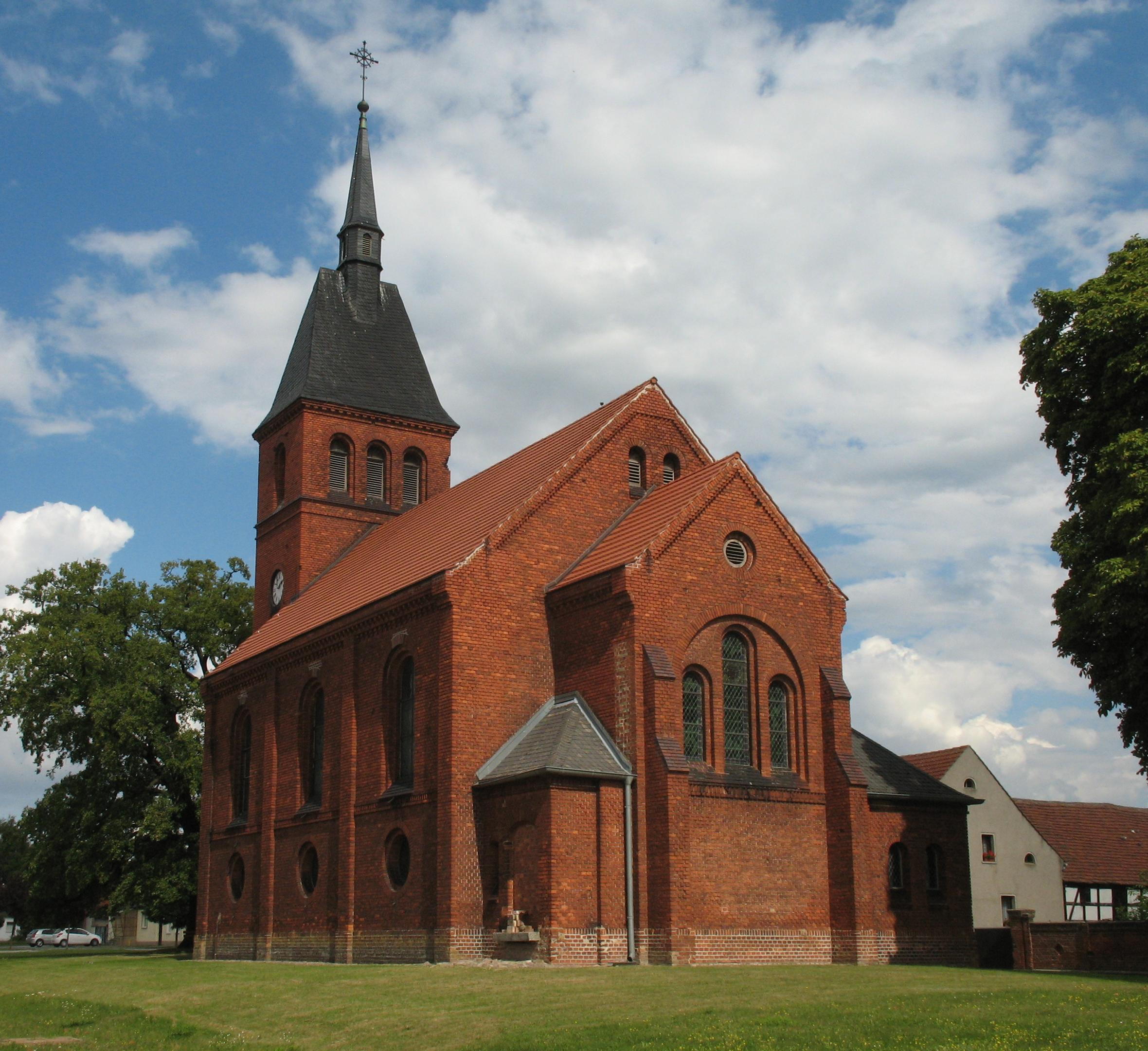
Betzin
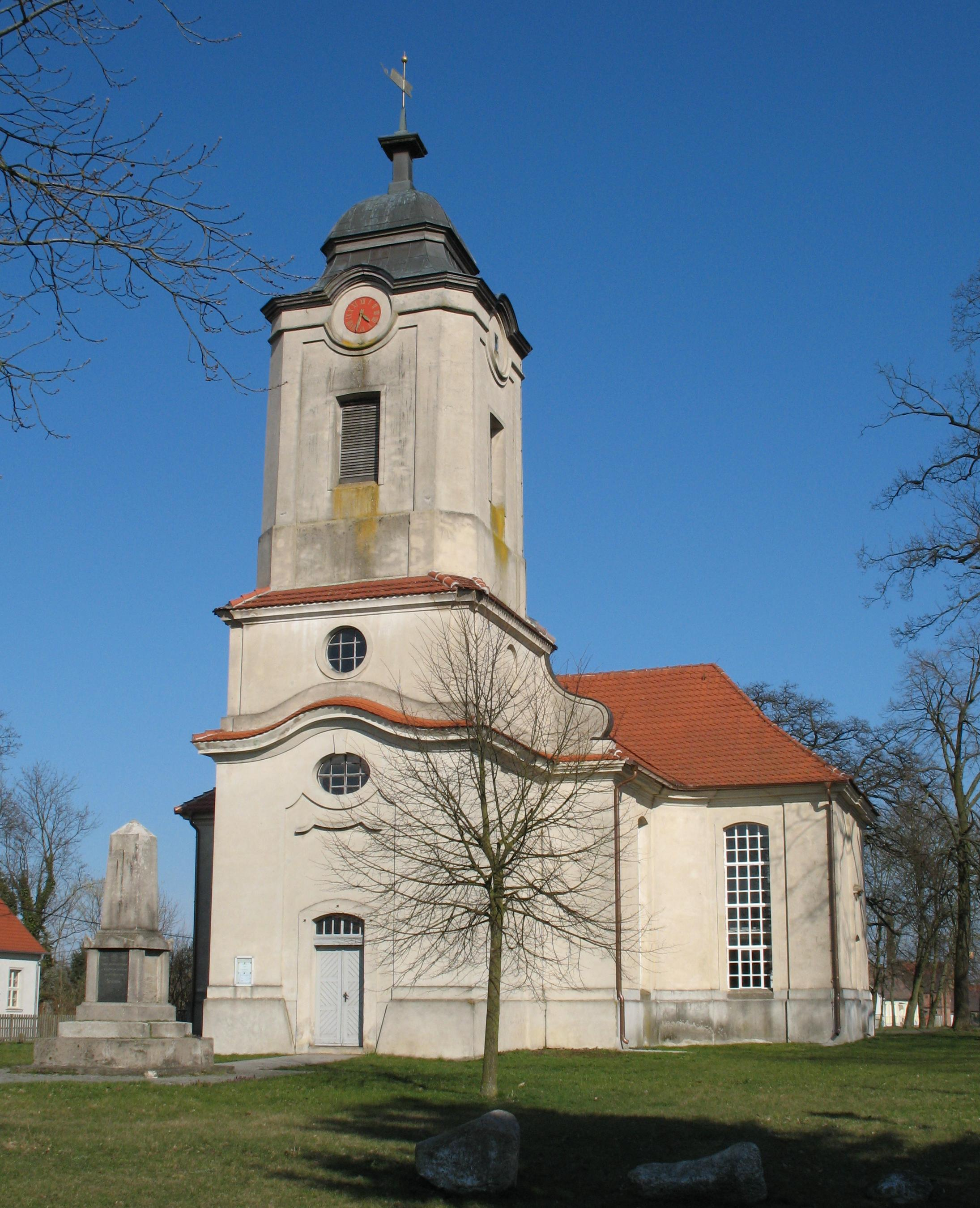
Brunne
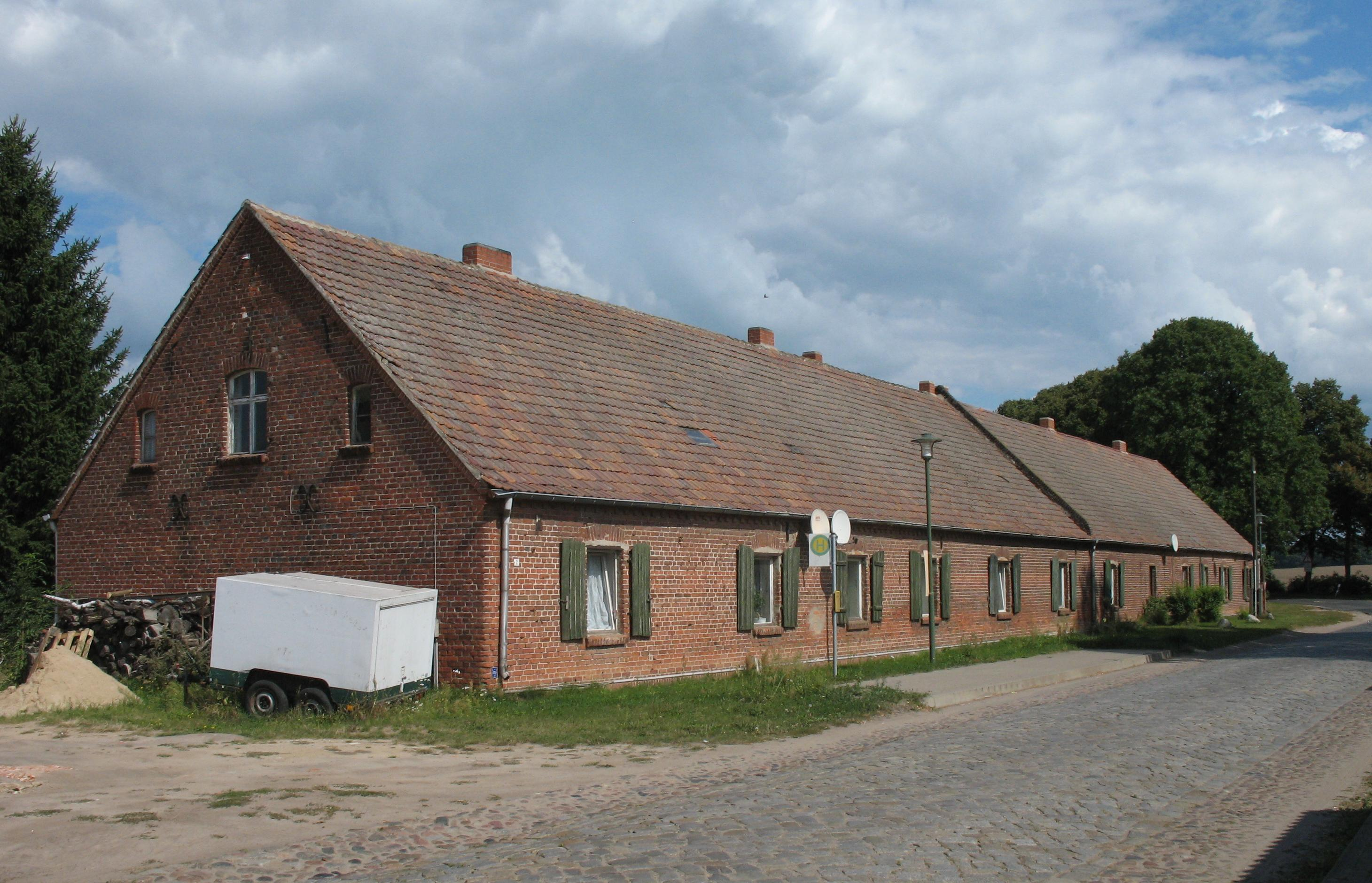
Dechtow
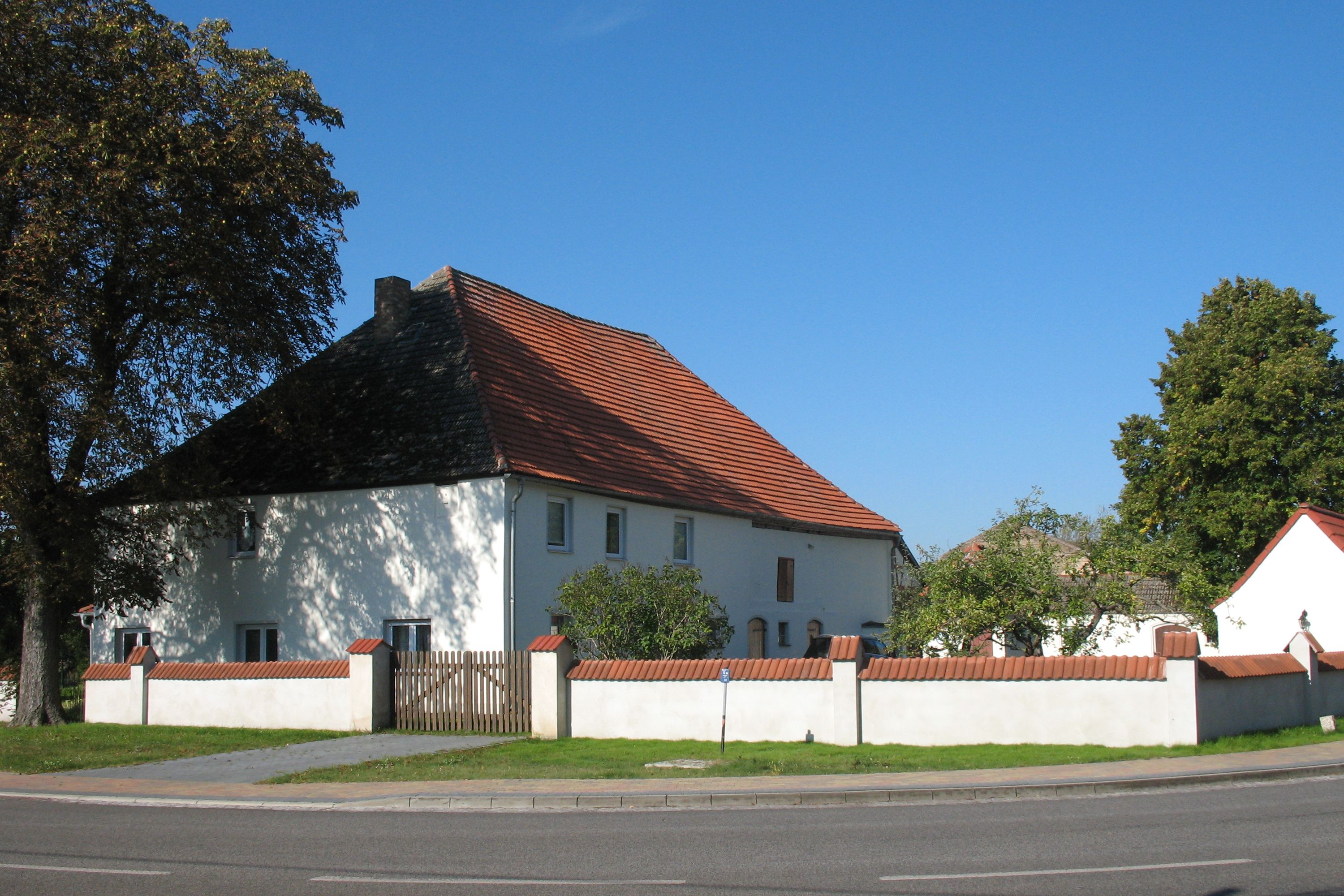
Deutschhof
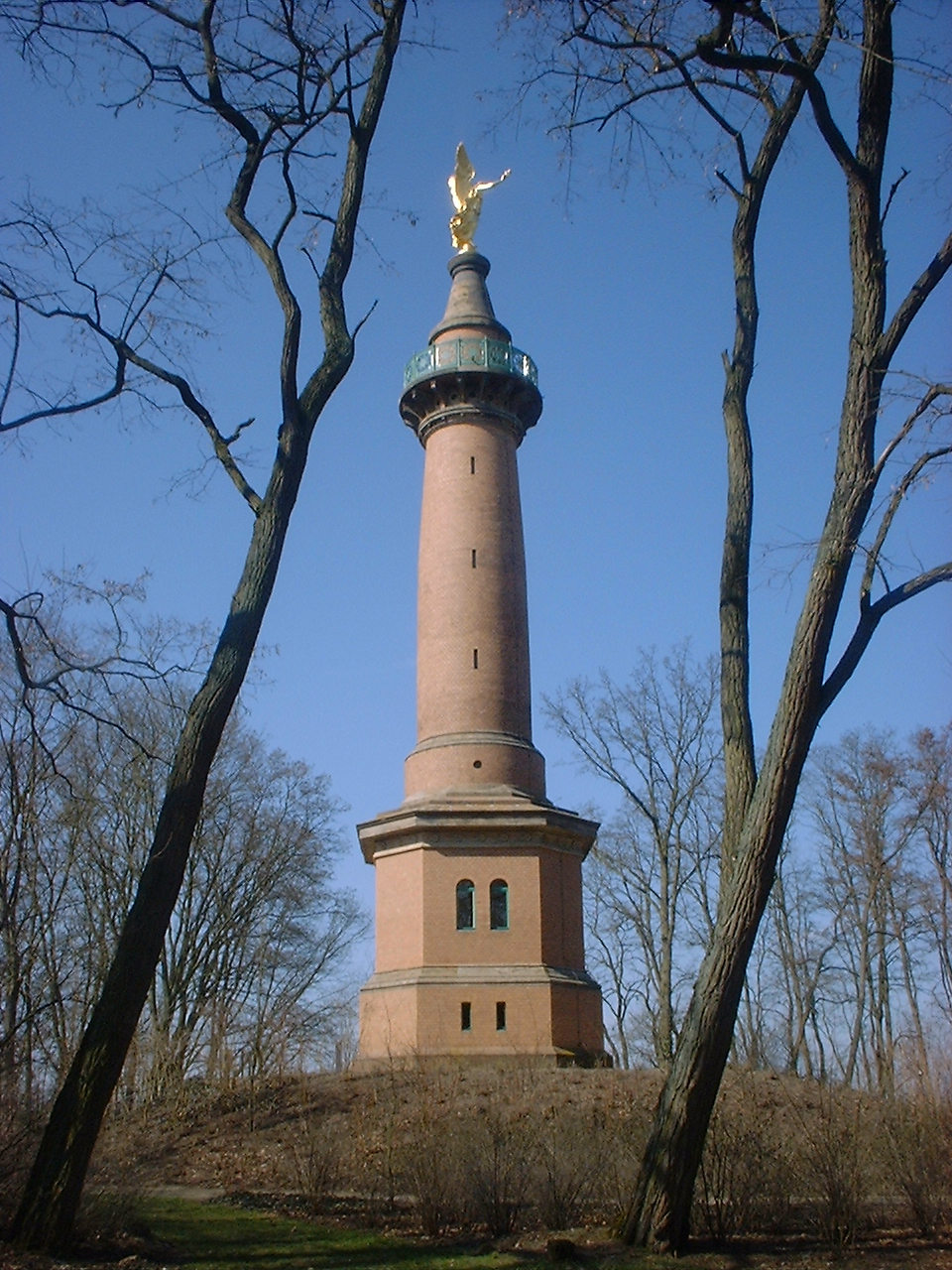
Hakenberg
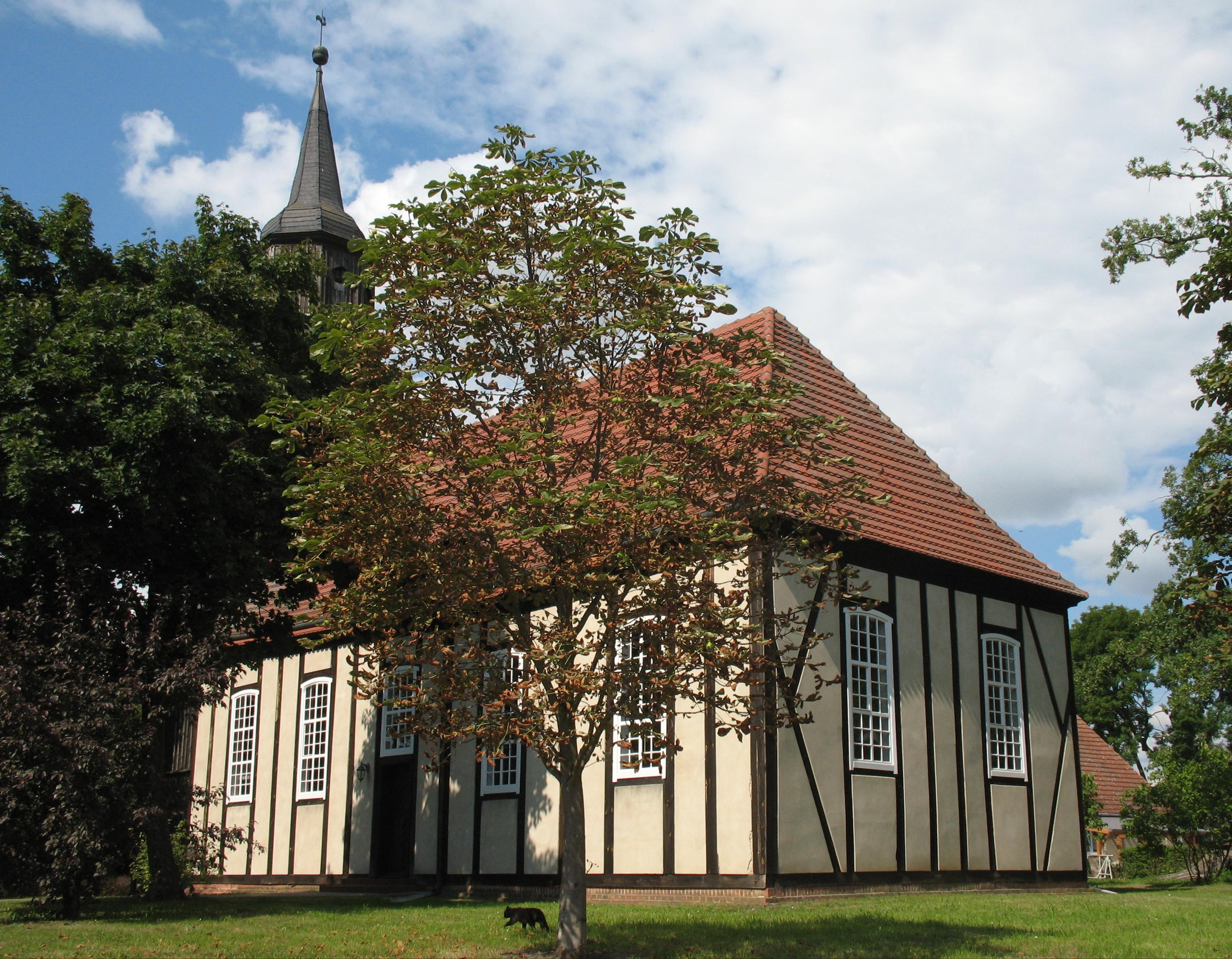
Karwesee
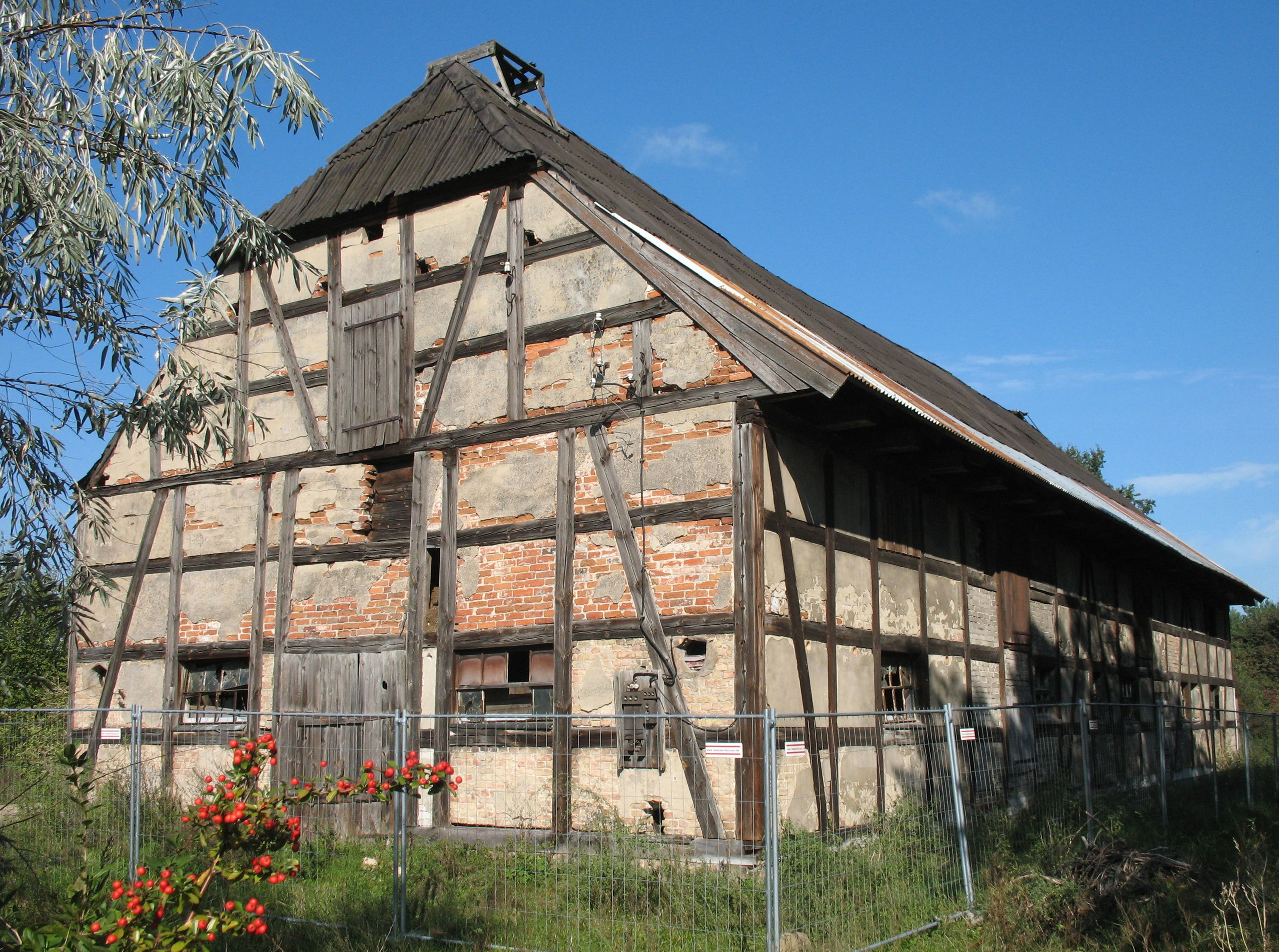
Königshorst
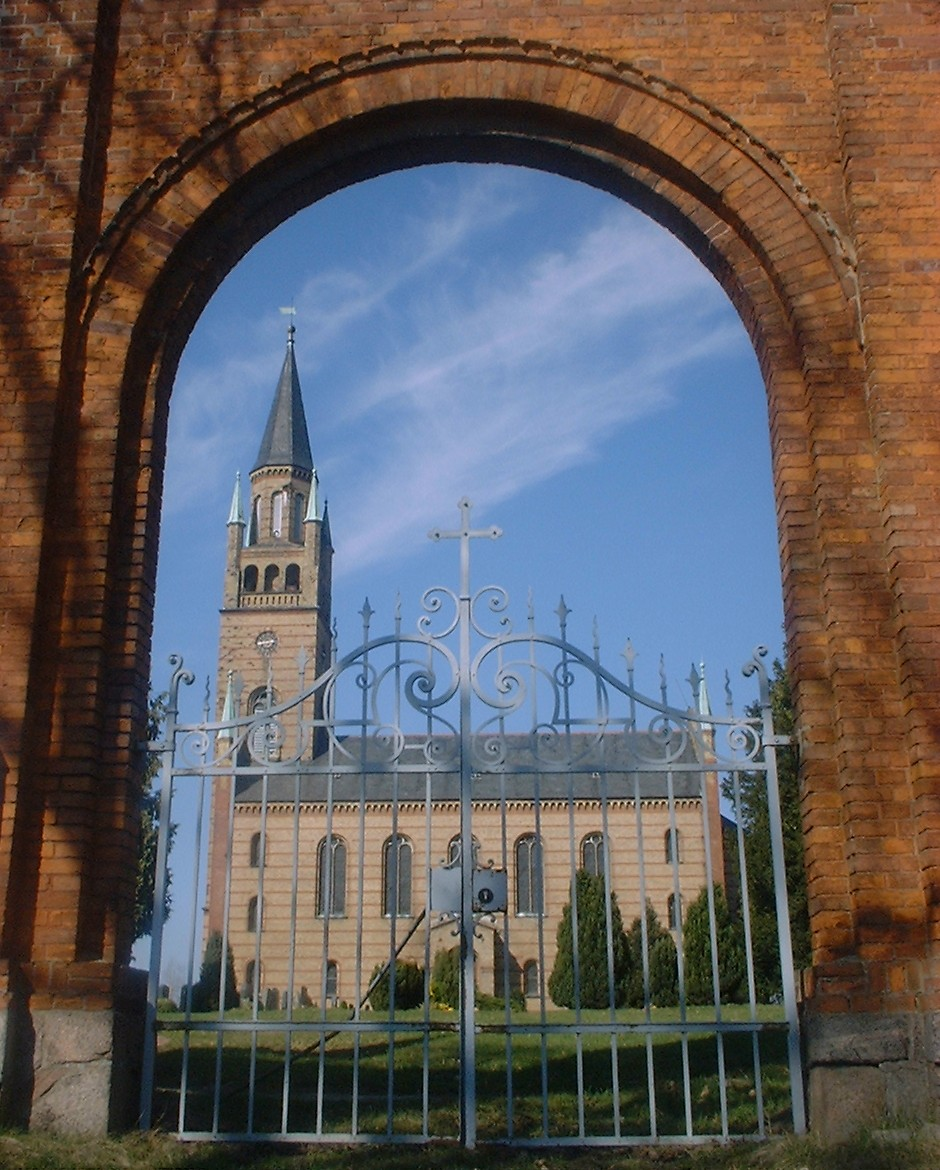
Kościół w Langen
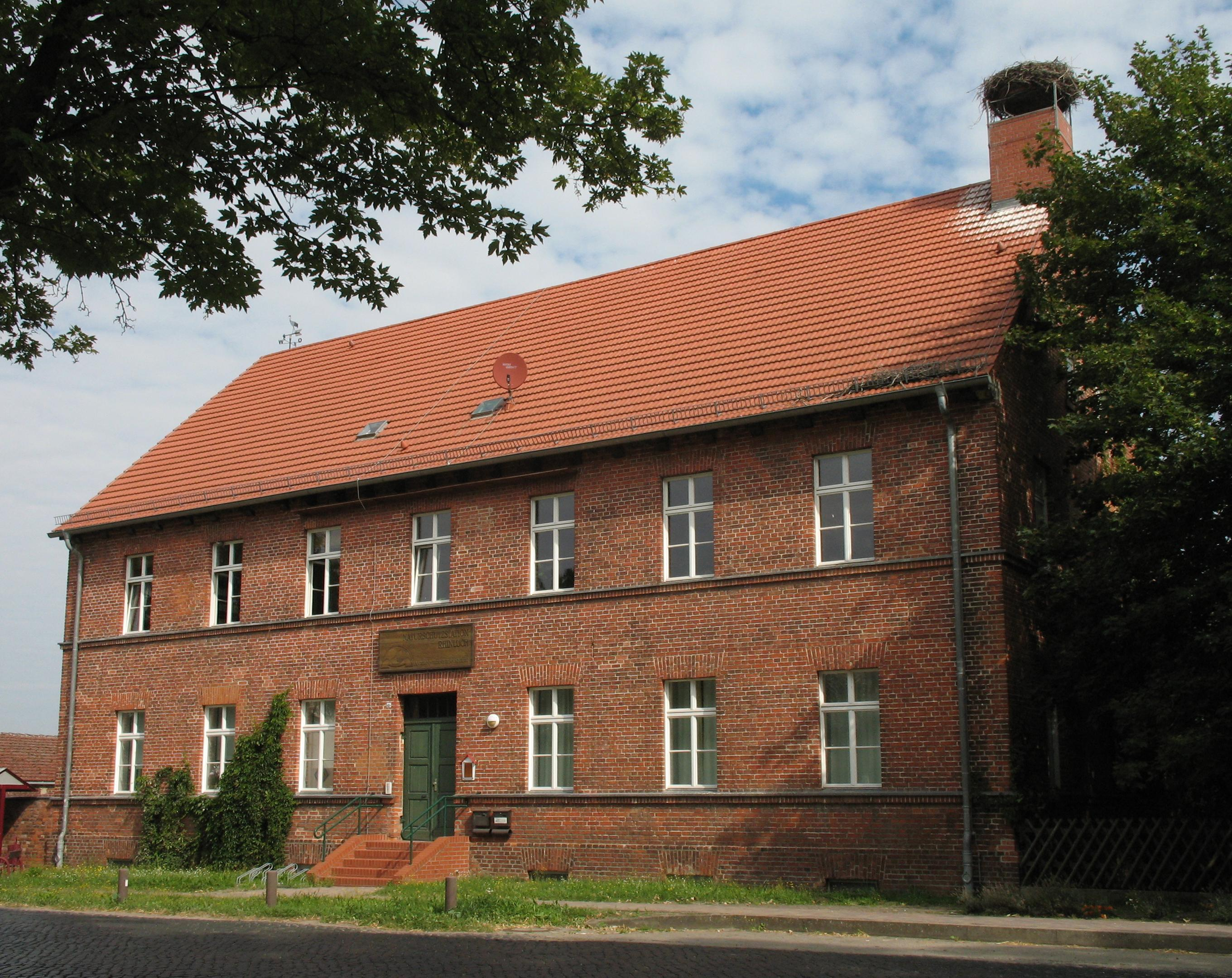
Linum
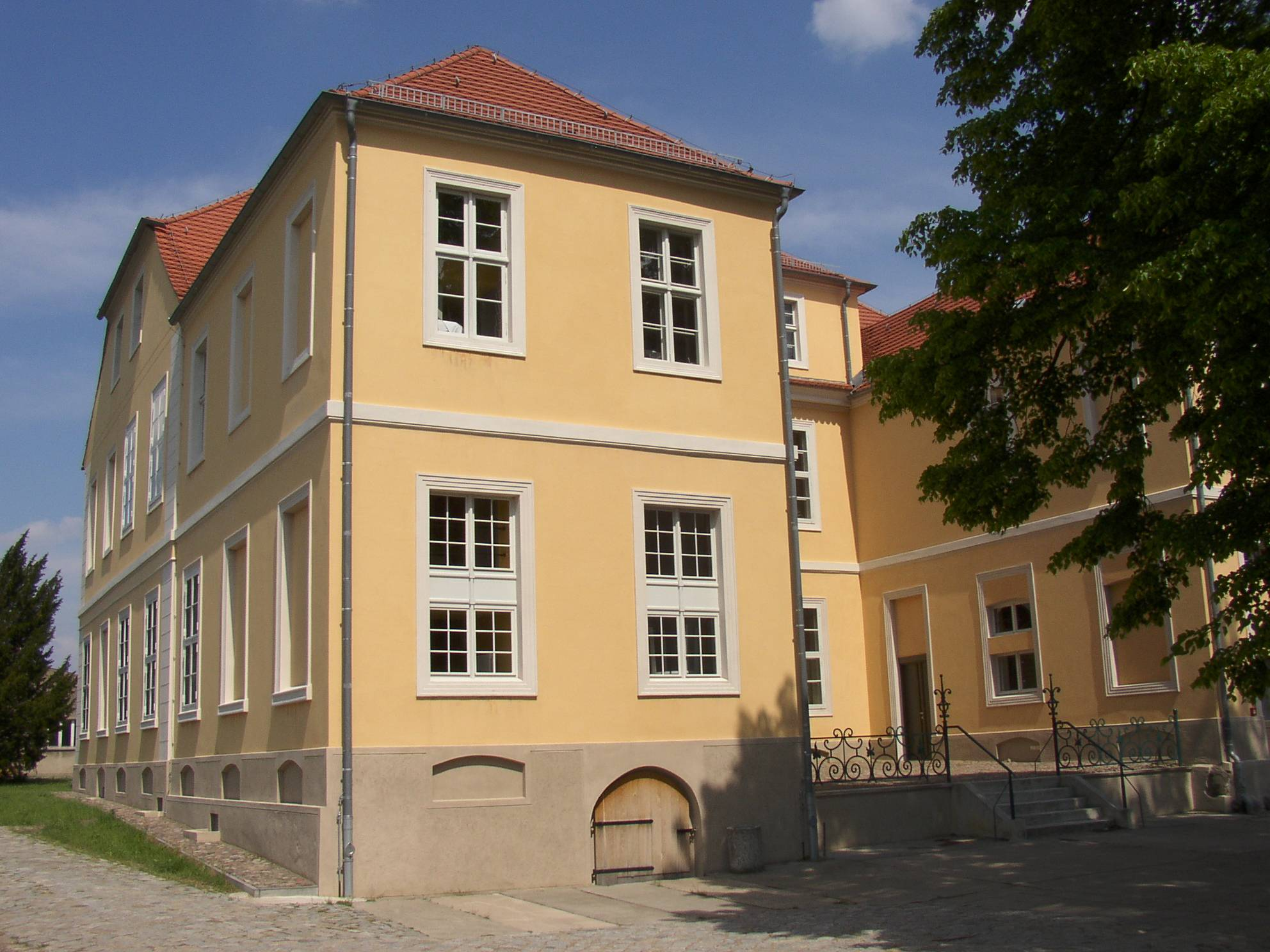
Protzen
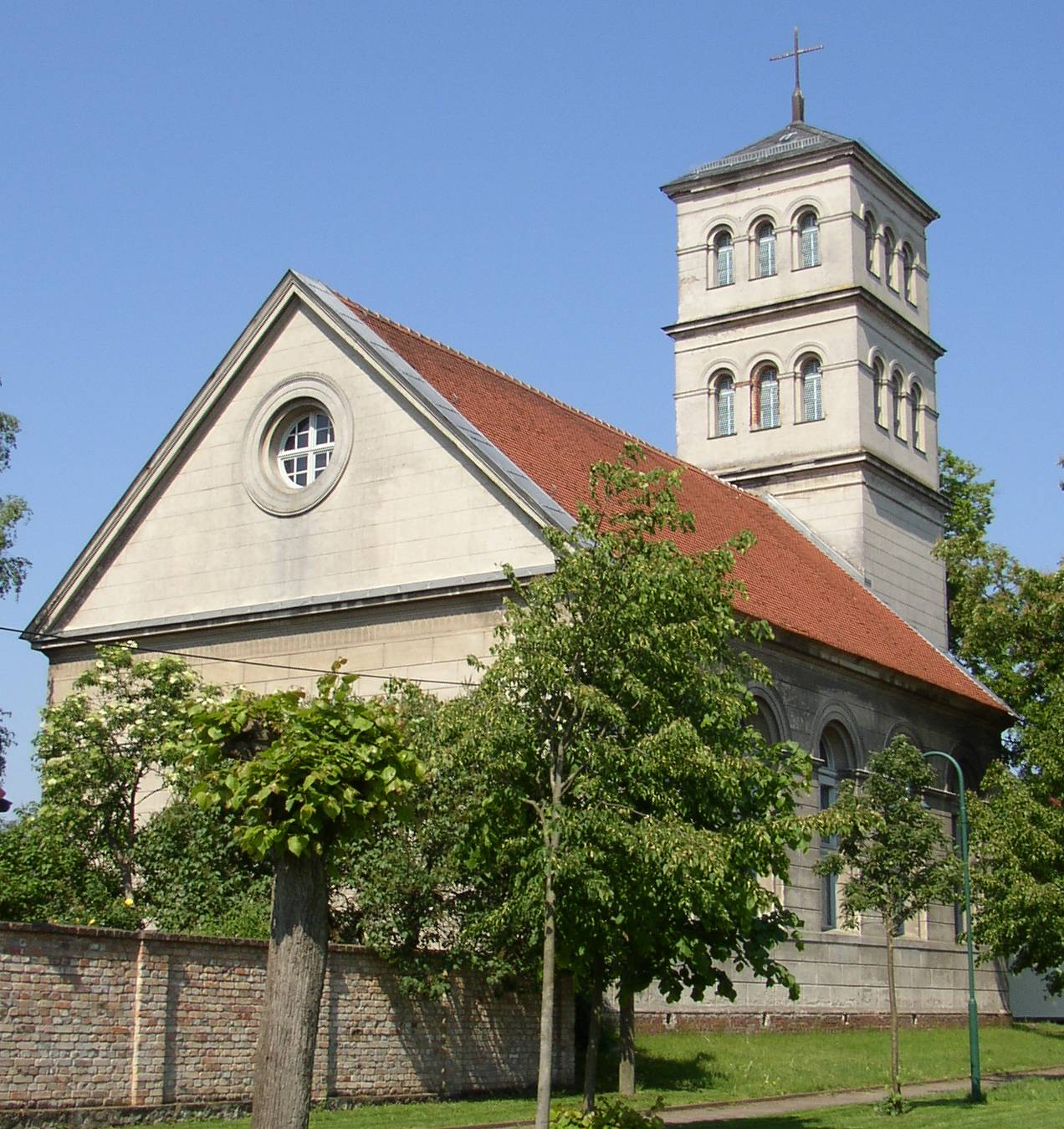
Tarmow
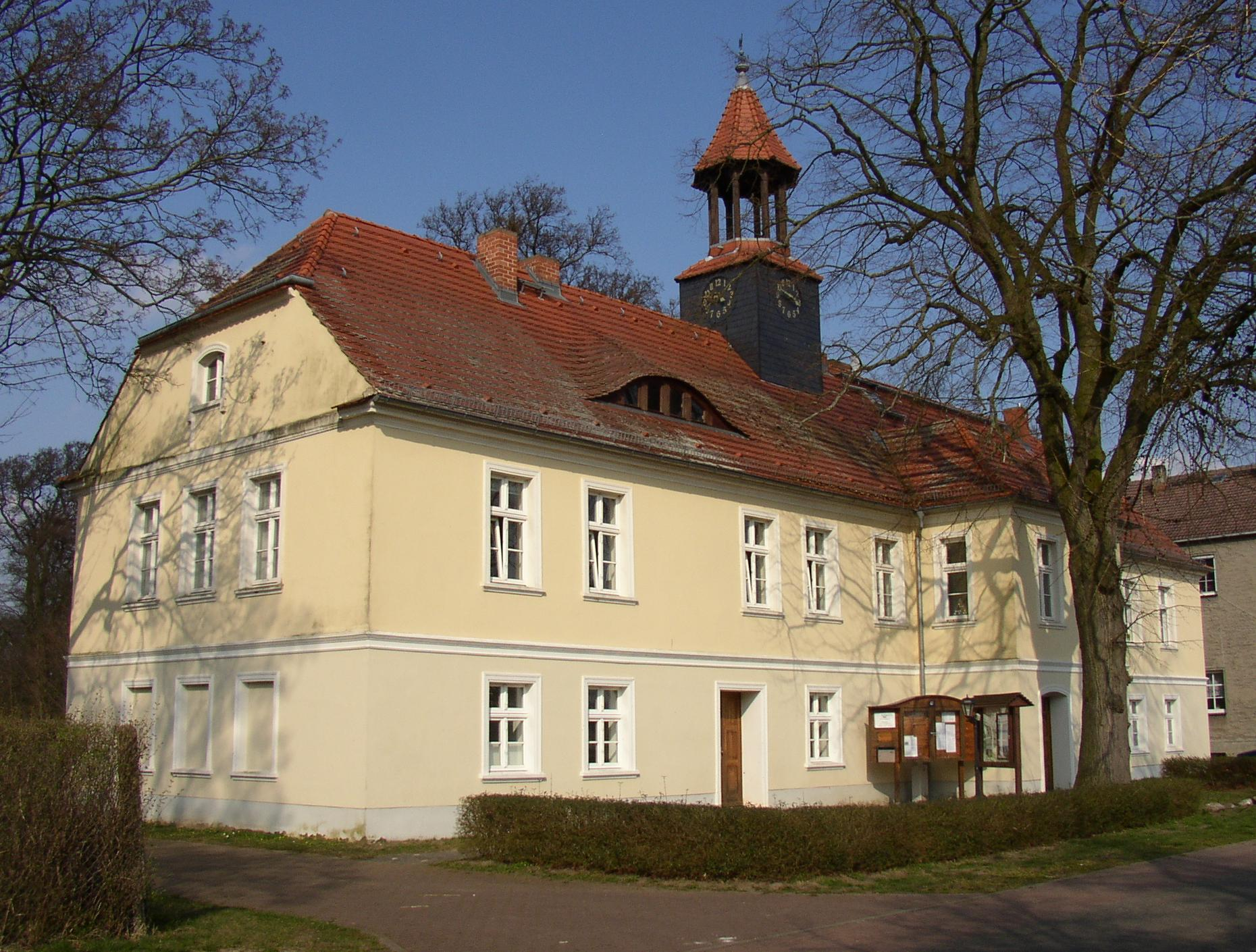
Wall
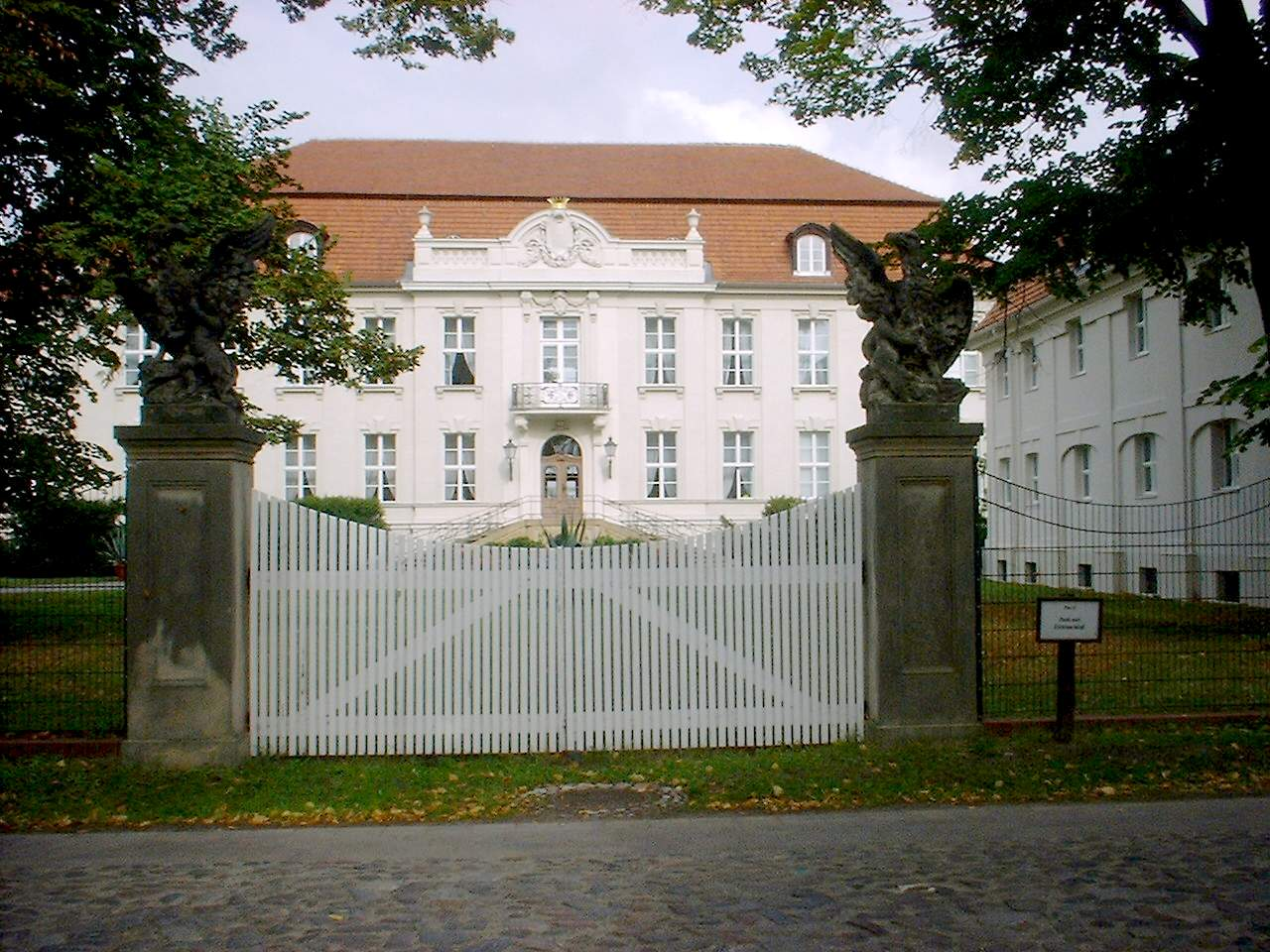
Wustrau
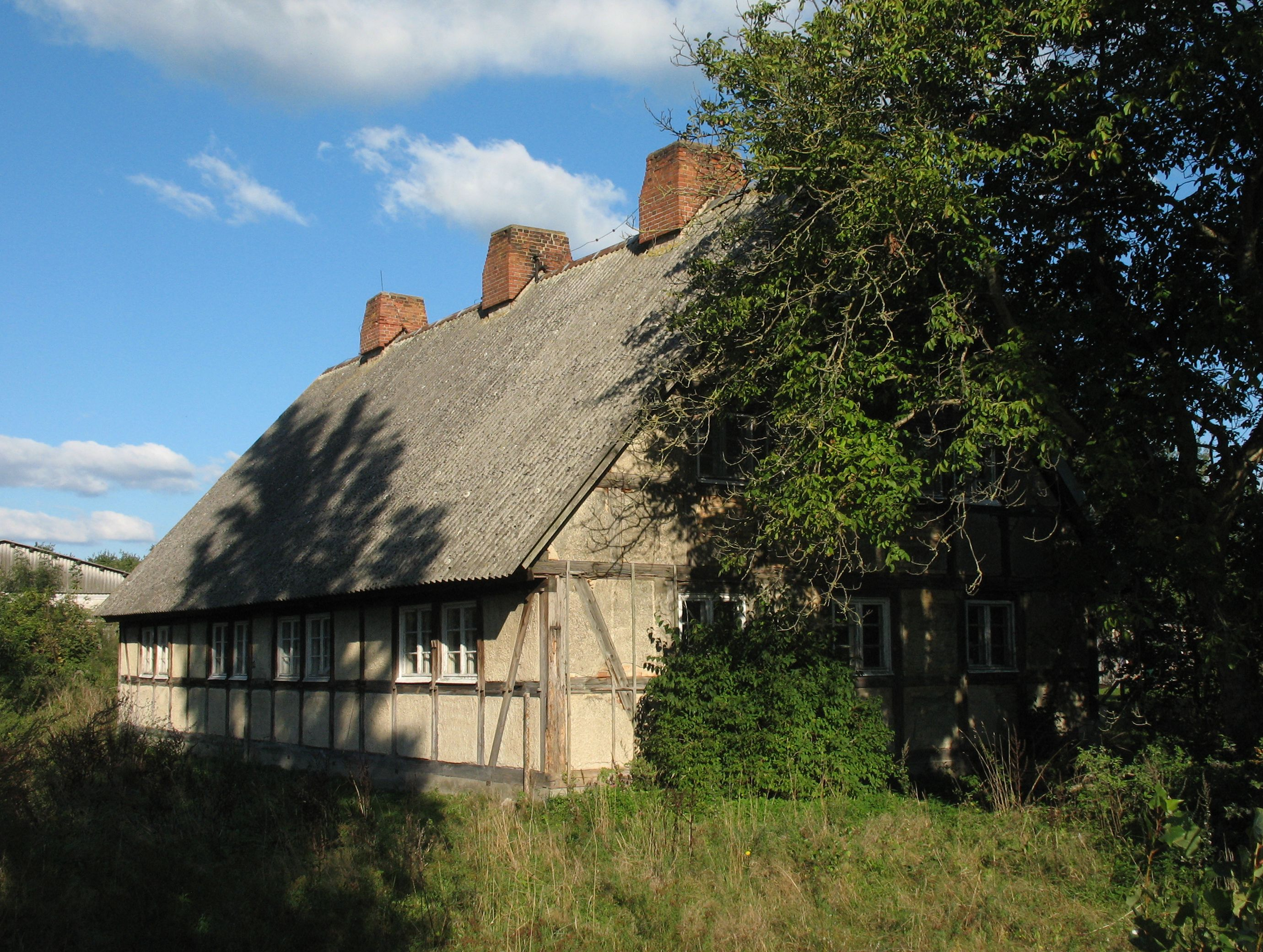
Zietenhorst

## Współpraca
Miejscowość partnerska:
- Dülmen, Nadrenia Północna-Westfalia